# Lijst van graven van Artesië
Het graafschap Artesië ontstond in de 9e - 10e eeuw en was een toen een karolingse provincie en kwam onder gezag van graafschap Vlaanderen vanaf 10e tot 12e eeuw. Later werd het in de 13e eeuw een Frans leen. Vervolgens vanaf de 14e eeuw tot de 17e eeuw een onderdeel van de Zeventien Provinciën en uiteindelijk ingelijfd bij de kroon van Frankrijk

## Huis Artesië
- ca. 850 · Odalrik
- ca. 890 · Altmar graaf van Artesië
- tot 932 · Adelelm

## Direct gezagGraafschap Vlaanderen
Van 932 tot 1180 onder direct gezag van het graafschap Vlaanderen.
| Periode   | Naam                         |
| --------- | ---------------------------- |
| 932–962   | Arnulf I van Vlaanderen      |
| 958–962   | Boudewijn III van Vlaanderen |
| 962–965   | Arnulf I                     |
| 965–988   | Arnulf II van Vlaanderen     |
| 988–1035  | Boudewijn IV van Vlaanderen  |
| 1035–1067 | Boudewijn V van Vlaanderen   |
| 1067–1070 | Boudewijn VI van Vlaanderen  |
| 1070–1071 | Arnulf III van Vlaanderen    |
| 1071–1093 | Robrecht I de Fries          |
| 1093–1111 | Robrecht II van Jeruzalem    |
| 1111–1119 | Boudewijn VII van Vlaanderen |
| 1119–1127 | Karel de Goede               |
| 1127–1128 | Willem Clito                 |
| 1128–1168 | Diederik van de Elzas        |
| 1168–1180 | Filips van de Elzas          |

Filips van de Elzas schonk als huwelijksgeschenk Artesië aan zijn nicht Isabella van Henegouwen en koning Filips II van Frankrijk

## Huis Capet
- 1180–1223 · Filips II van Frankrijk  (21 augustus 1165 – 14 juli 1223),
- 1223–1226 · Lodewijk VIII van Frankrijk (5 september 1187 – 8 november 1226)
- 1226–1237 · Lodewijk IX van Frankrijk (25 april 1214 – 25 augustus 1270)
- 1237–1250 · Robert I van Artesië (1216 – 8 februari 1250)
- 1250–1302 · Robert II van Artesië (september 1250 – 11 juli 1302)
- 1302–1329 · Mathilde van Artesië (1268 – 27 oktober 1329) dit werd betwist door Robert III van Artesië

## Huis Bourgondië
- 1329–1330 · Johanna II van Bourgondië
- 1330–1347 · Johanna III van Bourgondië
- 1347–1361 · Filips I van Bourgondië (1346 – 21 november 1361)

## Huis Capet
- 1361–1382 · Margaretha van Bourgondië

## Huis Dampierre
- 1382–1384 ·  Lodewijk van Male (29 november 1330 – 30 januari 1384)
- 1384–1405 · Margaretha van Male (13 april 1350 – 16 of 21 maart 1405)

## Huis Bourgondië
- 1405–1419 ·  Jan zonder Vrees (28 mei 1371 – 10 september 1419)
- 1419–1467 ·  Filips de Goede (31 juli 1396 – 15 juni 1467)
- 1467–1477 ·  Karel de Stoute (10 november 1433 – 5 januari 1477)
- 1477–1482 ·  Maria van Bourgondië (13 februari 1457 – 27 maart 1482) samen met Maximiliaan van Oostenrijk (22 maart 1459 – 12 januari 1519)

## Huis Habsburg
- 1482–1506 · Filips de Schone (22 juni 1478 - 25 september 1506)
- 1506–1556 ·  Karel V van Spanje (24 februari 1500 – 21 september 1558)
- 1556–1598 ·  Filips II van Spanje (21 mei 1527 - 13 september 1598)
- 1598–1621 ·  Isabella van Spanje (12 augustus 1566 - 1 december 1633)
- 1621–1659 ·  Filips IV van Spanje (8 april 1605 – 17 september 1665)

Na Filips IV werd Artesië ingelijfd bij Frankrijk en kwam het rechtstreeks onder de kroon te staan. Dit werd vastgesteld bij de Vrede van de Pyreneeën.